# Бяловоля
Бяловоля (пол. Białowola) — деревня в Замойском повете Люблинского воеводства Польши. Входит в состав гмины Замость. Находится примерно в 8 км к югу от центра города Замосць. По данным переписи 2011 года, в деревне проживало 520 человек.
В 1975—1998 годах деревня входила в состав Замойского воеводства.

## Население
Демографическая структура по состоянию на 31 марта 2011 года:
|         | Всего | До трудоспособного возраста | Трудоспособного возраста | Старше трудоспособного возраста |
| ------- | ----- | --------------------------- | ------------------------ | ------------------------------- |
| Мужчины | 235   | 42                          | 167                      | 26                              |
| Женщины | 285   | 75                          | 141                      | 69                              |
| Всего   | 520   | 117                         | 308                      | 95                              |